# جاکومو کوارنگی

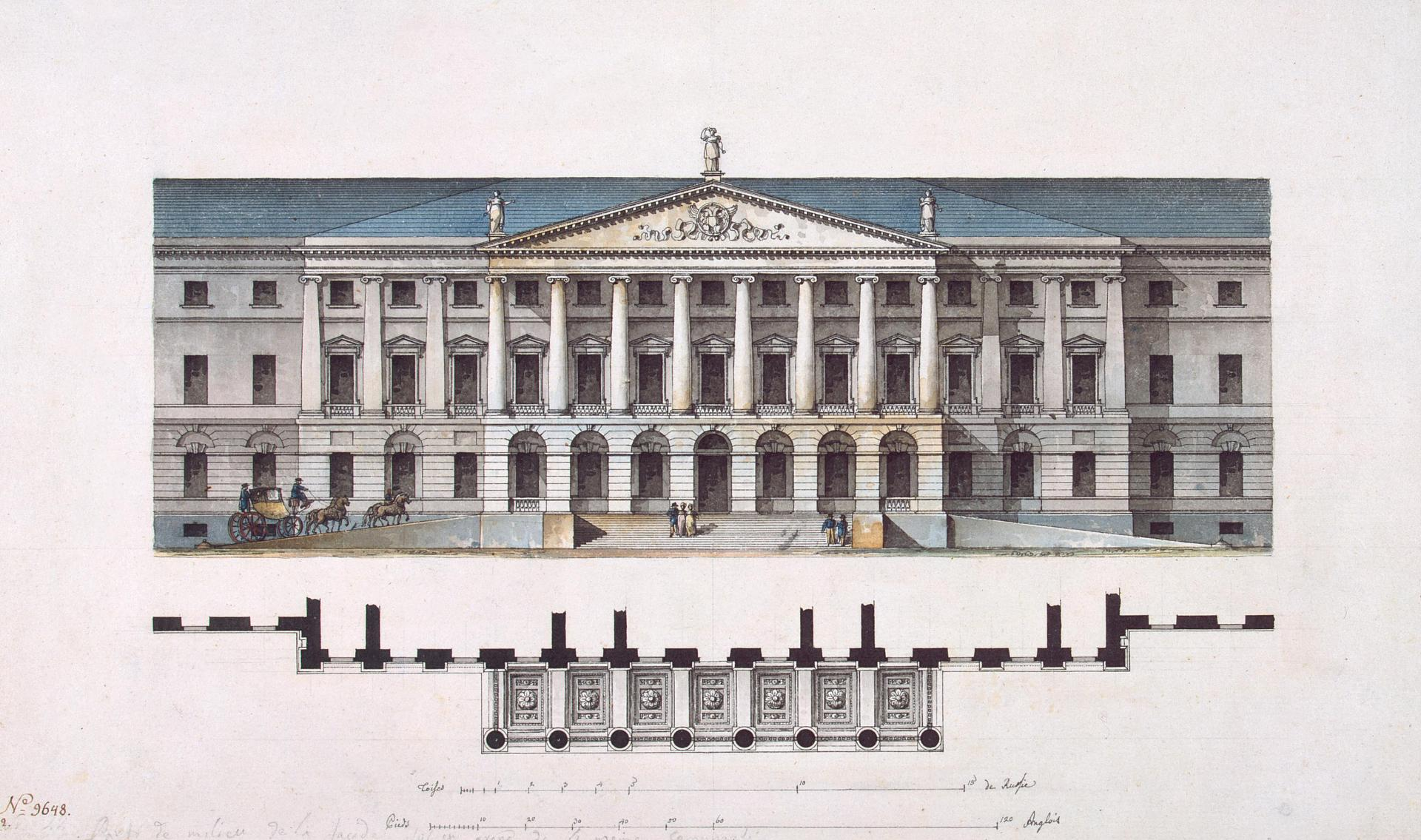
نقشهٔ مؤسسه اسمولنی در سن پترزبورگ که توسط جاکومو کوارنگی طراحی شده‌است.

جاکومو کوارنگی (روسی: Джа́комо Кваре́нги، آوانگاری Džákomo Kvaréngi؛ IPA: [ˈdʐakəmə kvɐˈrʲenʲɡʲɪ]؛ ۸ سپتامبر ۱۷۴۴ – ۱۸ فوریهٔ ۱۸۱۷) معمار و نقاش اهل ایتالیا بود.
وی از پرکارترین معماران معماری پالادیان در امپراتوری روسیه مخصوصا شهر سن پترزبورگ بوده است.